# Ammocryptocharax
Genre
Ammocryptocharax est un genre de poissons d'eau douce téléostéens de la famille des Crenuchidae (ordre des Characiformes).

## Répartition
Les espèces du genre Ammocryptocharax se rencontrent en Amérique du Sud.

## Liste d'espèces
Selon FishBase (16 septembre 2023) :
- Ammocryptocharax elegans Weitzman & Kanazawa, 1976 - espèce type
- Ammocryptocharax lateralis (Eigenmann, 1909)
- Ammocryptocharax minutus Buckup, 1993
- Ammocryptocharax vintonae (Eigenmann, 1909)

## Systématique
Le nom valide complet (avec auteur) de ce taxon est Ammocryptocharax Weitzman (d) & Kanazawa (d), 1976,.
Ammocryptocharax a pour synonyme :
- Ammochryptocharax (graphie incorrecte)

## Étymologie
Le nom générique, Ammocryptocharax, est la combinaison du genre Ammocrypta, des poissons Percidae nord-américains communément appelés « dard de sable », et du genre Charax, le genre type des Characiformes, et fait allusion à la grande ressemblance de ces espèces de Characiformes avec celles du genre Ammocrypta.

## Publication originale
- (en) Stanley H. Weitzman et Robert H. Kanazawa, « Ammocryptocharax elegans, a new genus and species of riffle-inhabiting characoid fish (Teleostei: Characidae) from South America », Proceedings of the Biological Society of Washington, Washington, vol. 89, no 26,‎ 12 octobre 1976, p. 325-346 (ISSN 0006-324X, e-ISSN 1943-6327, lire en ligne, consulté le 16 septembre 2023).